# Sylvan Esso
Sylvan Esso ist ein US-amerikanisches Elektropop-Projekt aus Durham im Bundesstaat North Carolina. Musiker Nick Sanborn und Sängerin Amelia Meath hatten 2014 ihren ersten Erfolg mit ihrem Debütalbum und wurden mit den beiden folgenden Alben jeweils für einen Grammy nominiert.

## Hintergrund
Eine Hälfte des Projekts ist der Musiker und Musikproduzent Nick Sanborn, auch bekannt als Made of Oak. Er ist als Bassist der Rockband Megafaun aktiv und arbeitet seit Mitte der 2000er Jahre auch mit anderen Musikern zusammen. Amelia Meath ist seit 2009 Mitglied des weiblichen A-cappella-Folk-Trios Mountain Man.
Nach einem gemeinsamen Auftritt 2012 mit Made of Oak als Opener für Mountain Man kam die Sprache auf den Mountain-Man-Song Play It Right. Sanborn fertigte einen Remix an und stellte ihn dem Trio vor. Daraus entwickelte sich eine Verbindung mit der Songautorin Amelia Meath, die im Jahr darauf zur Gründung des gemeinsamen Projekts Sylvan Esso führte. Der Name ist einer Figur aus dem Computerspiel Swords and Sorcery entlehnt. Ein weiteres Jahr verging bis zur Fertigstellung ihres ersten Albums, das sie mit dem Projektnamen als Titel herausbrachten. Insbesondere der Song Coffee (mit einem Sample von Tommy James’ Hanky Panky), den sie live in der TV-Show von Jimmy Fallon aufführten und der ein kleinerer Dancehit mit Gold-Auszeichnung wurde, weckte das öffentliche Interesse und brachte das Album im Mai 2014 auf Platz 39 der offiziellen Albumcharts und auf Platz 4 der Dance-Albumcharts.
Drei Jahre später – inzwischen hatten Meath und Sanborn geheiratet – konnte das Duo mit dem Album What Now nahtlos daran anknüpfen. Es erreichte im Mai 2017 Platz 32 und Platz 4 diesmal in den Rockcharts. Außerdem enthielt es mit Radio und Die Young zwei weitere Hits in verschiedenen Genrecharts. Auch den Musikkritikern waren sie positiv aufgefallen und sie gehörten bei den Grammy Awards 2018 zu den fünf Nominierten in der Kategorie Best Dance/Electronic Album.
Es folgte eine Zeit mit ausgiebigen Touren und ein Jahr Auszeit, bevor 2020 erst ein Livealbum und im Herbst ihr drittes Studioalbum Free Love vorlegten. Mit Platz 100 der Top-200-Albumcharts war es nicht ganz so erfolgreich wie die Vorgänger, aber mit Ferris Wheel hatten sie einen weiteren Hit in den Triple-A-Charts (Adult Alternative Airplay). Zum zweiten Mal in Folge erhielten sie dafür eine Grammy-Nominierung bei der Verleihung 2022.

## Mitglieder
- Amelia Randall Meath
  - Sängerin und Songwriterin
  - Mitglied des Folktrios Mountain Man
- Nicholas Christen Sanborn
  - Musikproduzent als Made of Oak
  - Mitglied der Psychedelic-Rock-Band Megafaun

## Diskografie
Alben
- Sylvan Esso (2014)
- Echo Mountain Sessions (EP, 2017)
- What Now (2017)
- With (Livealbum, 2020)
- With Love (EP, 2020)
- Free Love (2020)
- No Rules Sandy (2022)[6]

Lieder
- Hey Mami (2013)
- Coffee (2014, US: Gold[3])
- Play It Right (2014)
- H.S.K.T. (2015)
- Jaime’s Song (2015)
- Don’t Dream It’s Over (mit Flock of Dimes, 2015)
- Die Young (2017)
- There Are Many Ways to Say I Love You (2017)
- The Glow (2017)
- Slack Jaw (2017)
- Parade (w/m) (2018)
- Radio (2018)
- Funeral Singers (mit Collections of Colonies of Bees, 2018)
- Ferris Wheel (2020)
- Rooftop Dancing (2020)
- Frequency (2020)
- Free (2020)
- Numb (2021)